# Suikoden
Suikoden (水滸伝?) o Gensō Suikoden (幻想水滸伝?) è una saga di giochi di ruolo edita da Konami.

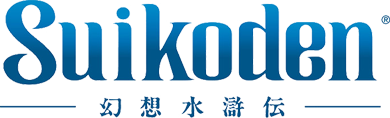
Logo standard di Suikoden; impiegato inizialmente in Giappone e America settentrionale per Suikoden, poi in Europa con Suikoden II.

La serie conta cinque capitoli principali, affiancati da due avventure testuali intitolate Gensō Suikogaiden e uno spin-off chiamato Gensō Suikoden - Card Stories, questi ultimi usciti solo in Giappone.
Un sequel di Suikoden IV, intitolato Suikoden Tactics, propone scontri con meccaniche spiccatamente tattiche.

## Genso Suikoden
Gensō Suikoden (幻想水滸伝?) si ispira a un caposaldo dei quattro classici della letteratura cinese, attribuito a Shi Nai'an e Luo Guanzhong.
Il titolo originale è semplicemente Suikoden ("Storia sull'acqua", tradotto in italiano come I Briganti), a cui fu anteposto Gensō, termine che significa "fantasia, illusione", spesso inteso come sinonimo di fantasy.
Ambientato all'inizio del XII secolo, il libro racconta le gesta di 108 ribelli, poi noti come le 108 Stelle del Destino o Spiriti, suddivisi in:
36 Stelle Celesti;
72 Stelle Terrestri.

## La saga diSuikoden
Ciascun capitolo della serie è ambientato in un'area differente dello stesso mondo, con una significativa variazione temporale che si estende per un periodo di quasi 200 anni. 
Nella linea temporale ipotetica di Suikoden, i capitoli sono disposti indicativamente nel seguente ordine (non si considerano i flashback e i brevi salti temporali):
- Suikoden IV: 160 anni prima di Suikoden;
- Suikoden Tactics: 153 anni prima di Suikoden;
- Suikoden V: 6 anni prima di Suikoden;
- Suikoden;
- Suikoden II & Suikogaiden Vol.I e II: 3 anni dopo Suikoden;
- Suikoden III: 18 anni dopo Suikoden.

Questa impostazione non lineare permette di svelare, proseguendo nella serie, retroscena e segreti dei capitoli precedenti. Due elementi comuni caratterizzano tutti gli episodi:
- le 108 Stelle del Destino, ovvero i 108 personaggi da reclutare per completare il gioco
- Le 27 Vere Rune sono potenti artefatti magici che fungono da fulcro narrativo in ogni capitolo di Suikoden. Ogni runa ha un potere unico e influenza il destino del mondo e dei personaggi. Le storie di ogni episodio sono tutte legate a queste rune e alle loro conseguenze

Ogni capitolo della saga permette di ottenere un proprio castello (in Suikoden 4 è presente una gigantesca nave al posto del castello) che può essere ampliato e personalizzato reclutando personaggi come inventori, negozianti, fabbri e giardinieri, e aggiungendo oggetti. 
Infine, quasi ogni capitolo consente al giocatore di scegliere il nome dell'eroe della storia, anche se Konami ha successivamente pubblicato manga con nomi considerati ufficiali.

## Suikoden
Pubblicato in Europa nel 1997 per PlayStation.
Suikoden narra gli eventi che conducono alla caduta dell'Impero della Luna Scarlatta (Scarlet Moon Empire) e all'ascesa della Repubblica di Toran (Toran Republic). Il giocatore assume il ruolo di una giovane Guardia Imperiale, coinvolta in un'epica vicenda di tradimenti, avidità e onore, mentre cerca la verità. L'obiettivo è radunare le 108 Stelle del Destino e guidarle in battaglia per liberare la terra dalla morsa della tirannia.
Il protagonista è Tir McDohl, figlio di uno dei più alti generali dell'Impero. Le sue avventure hanno inizio quando il suo migliore amico, Ted, gli affida la Runa della Vita e della Morte (Soul Eater).
Costretto alla fuga dalla capitale imperiale, Gregminster, Tir si ritrova a capo dell'armata di liberazione. Da qui, inizierà il reclutamento delle 108 Stelle del Destino, ossia coloro che formeranno il suo esercito e lo aiuteranno nella guerra contro l'impero.
Oltre alla razza umana, sono presenti diverse altre razze: elfi, kobold (specie canina), nani e altre creature non facilmente classificabili, come Neclord il vampiro, Leknaat (una semi-divinità ricorrente nella serie) e Luc, apprendista di Leknaat
Ogni capitolo della saga permette di ottenere un proprio castello (in Suikoden 4 è presente una gigantesca nave al posto del castello) che può essere ampliato e personalizzato reclutando personaggi come inventori, negozianti, fabbri e giardinieri, e aggiungendo oggetti. Infine, quasi ogni capitolo consente al giocatore di scegliere il nome dell'eroe della storia, anche se Konami ha successivamente pubblicato manga con nomi considerati ufficiali 

## Suikoden II
Pubblicato in Europa nel 2000 per PlayStation.
Nonostante un comparto grafico migliorato rispetto al predecessore, Suikoden II non eccelle dal punto di vista tecnico per gli standard dell'epoca.  
Tuttavia, è la sua avvincente narrazione a costituire il vero punto di forza, decretandone il successo tra il pubblico.  
Ambientato tre anni dopo gli eventi del primo Suikoden, nelle regioni a nord-ovest della Repubblica di Toran, il gioco narra la brutale invasione delle Città Stato da parte del principe Luca Blight.  
Al centro della vicenda si trovano due amici d'infanzia, sopravvissuti a un massacro, ai quali verrà affidata una metà ciascuno della potente Runa dell'Inizio. 
- la Runa Scudo Lucente a Riou (vero protagonista della vicenda);
- la Runa Spada Nera a Jowy Atreides.

Il destino beffardo vuole che i portatori delle due metà della Runa dell'Inizio siano destinati a scontrarsi. Così, i due amici d'infanzia dovranno mettere da parte i loro legami fraterni e affrontarsi in battaglia: uno alla guida dell'esercito di ribellione (il cui nome è scelto dal giocatore), l'altro come sovrano dell'Impero di Highland. 
Come nel capitolo precedente, per potenziare il proprio esercito, Riou dovrà reclutare le leggendarie 108 Stelle del Destino, molte delle quali sono volti noti ai giocatori del primo Suikoden. 
Un'interessante aggiunta è la possibilità di arruolare segretamente l'eroe del capitolo precedente, Tir McDohl, a condizione di avere un salvataggio precedente alla battaglia finale di Suikoden 1 sulla memory card. 
Possedendo un salvataggio con tutte le 108 Stelle reclutate nel primo gioco, si otterrà persino un oggetto speciale da Gremio, l'amico di McDohl: la ricetta del suo stufato. 
Infine, si segnala la presenza di Kobold, l'assenza di Elfi e Nani, e l'introduzione di una nuova razza: creature antropomorfe dotate di ali da pipistrello.

## Suikoden III
Mai pubblicato in Europa. Pubblicato in Nord America nel 2002 per PlayStation 2.
Suikoden II si distingue nella saga per l'introduzione dell'innovativo Trinity System, una meccanica che permette di vivere gran parte dell'avventura attraverso tre differenti prospettive: 
- quello di Hugo, figlio di Lucia, capo dei Karaya (personaggio già apparso nel secondo capitolo della saga);
- quello di Chris, giovane donna dai capelli d'argento, neo-capitano degli Zexen Knight;
- quello di Geddoe, uomo che è e rimarrà misterioso per gran parte del gioco.

La trama inizia con scaramucce di confine tra i Cavalieri di Zexen e le Tribù delle Grassland (inclusi i Karaya), che conducono a cambiamenti nella leadership dei Cavalieri di Zexen. Successivamente, si verifica una fase di pace temporanea che suggerisce l'inizio di una convivenza pacifica tra le regioni, ma tale equilibrio si rivela presto instabile. 
Questo capitolo esplora le Vere Rune elementali di Fuoco, Acqua, Vento, Terra e Fulmine.
Il completamento del gioco con tutte le 108 Stelle del Destino sblocca un capitolo segreto che consente di giocare dal punto di vista dell'antagonista. Questo titolo pone in primo piano il discorso razziale, in quanto una parte significativa del gioco esplora il tema dell'accettazione tra culture diverse. 
Oltre alla cultura umana medievale tradizionale, ce ne sono delle altre: 
- Karaya, simile a quella dei nativi americani;
- Alma-Kinan, singolare per la monogamicità;
- Lizards (lucertole), che per l'appunto sono delle lucertole umanizzate;
- Ducks (paperi), anche loro umanizzati.

## Suikoden IV
Pubblicato in Europa nel 2005 per PlayStation 2.
Ambientato 150 anni prima degli eventi di Suikoden, il gioco presenta una grafica con una fluidità generale, sebbene con occasionali imperfezioni poligonali.  
In linea con i predecessori, il gameplay prevede il reclutamento delle 108 Stelle del Destino per sconfiggere l'antagonista Gharam Cray. La Runa del Castigo (Rune of Punishmen) assume un ruolo centrale, trasferendosi tra vari personaggi fino a pervenire al protagonista, che la impiega per la sopravvivenza propria e dei suoi alleati. 
A differenza dei capitoli precedenti, Suikoden IV limita a quattro il numero di personaggi utilizzabili in battaglia, in luogo dei sei consueti. Questa variazione, accolta negativamente dai giocatori, fu successivamente corretta in Suikoden V, riportando a sei il numero di unità combattenti. Una peculiarità di questo capitolo è l'introduzione di scontri navali, basati sull'impiego di Cannoni Runici e sull'abbordaggio. 
La personalizzazione delle navi è possibile attraverso frammenti della Runa Oceano, che incrementano difesa, mobilità e gittata. Il reclutamento di specifici personaggi sblocca funzionalità aggiuntive come la pesca, minigiochi e la costruzione di negozi a bordo.
Il gioco presenta numerosi riferimenti al primo capitolo, tra cui il ritorno degli Elfi, la presenza dei Kobold (in una forma felina) e la riapparizione di Ted, personaggio legato al protagonista del primo Suikoden.

## Suikoden V
Pubblicato in Europa nel settembre 2006 per PlayStation 2.
Questo capitolo è ambientato nel continente di Falena, e il protagonista è il figlio della Regina regnante.  
La narrazione si svolge circa sei anni prima degli eventi del primo capitolo. A livello grafico, Suikoden V adotta uno stile differente da Suikoden IV: mentre il precedente presentava ambienti tridimensionali liberamente esplorabili, questo titolo utilizza una visuale isometrica fissa dall'alto, con un sistema di zoom regolabile su tre livelli. 
Nel corso del gioco, compaiono personaggi già noti dai precedenti capitoli, tra cui Viki, Georg, Jeane e Killey.
Suikoden V è l'ultimo titolo della serie principale sviluppato per PlayStation 2. Nonostante l'accoglienza critica positiva (con una media di voti del 79.28% su GameRankings, basata su 54 recensioni) e il favore dei fan, Suikoden V detiene il primato di videogioco meno venduto della serie principale.
Secondo i dati di VGChartz, le vendite ammontano a 19.000 copie, rispetto alle 38.000 di Suikoden III (dati relativi al solo mercato giapponese). 
La versione italiana presenta una traduzione di qualità variabile. Basata sulla versione inglese, la traduzione mostra una fattura complessivamente discreta, sebbene in alcune sezioni specifiche (come la terza parte del gioco, alcune sottosezioni tematiche e i minigiochi) si riscontrino errori grammaticali evidenti, probabilmente attribuibili a una revisione sommaria.
La traduzione italiana presenta incongruenze di genere, con l'utilizzo di pronomi e aggettivi maschili riferiti a personaggi femminili.
Il gioco si articola attorno a una guerra civile innescata dalla casata Godwin, una fazione senatoriale che attua un colpo di Stato per usurpare il trono del regno. Il protagonista è costretto a fuggire dalla capitale imperiale e intraprende la formazione di un esercito, reclutando le 108 Stelle del Destino, con l'obiettivo di rovesciare il governo Godwin e liberare il regno dalla loro tirannia.
Tra i personaggi giocabili si annoverano umani, nani, elfi, "Beavers" (creature simili a castori) e cavalieri che montano lucertole fosforescenti.
La rivista Play Generation ha recensito il gioco attribuendogli un punteggio di 87/100.

## Suikoden Tierkreis
Pubblicato in Europa nel marzo 2009 per Nintendo DS
"Suikoden" approda per la prima volta su Nintendo DS; questo capitolo è ambientato in una dimensione parallela, distinta dalla serie principale.
"Tierkreis", termine tedesco che significa "zodiaco", allude alle 108 stelle del firmamento zodiacale (corrispondenti alle 108 "stelle del destino" reclutabili), benché i segni zodiacali non influenzino la trama.
Il gioco è in 3D e doppiato. Il touch screen è principalmente utilizzato nei menù. Nei combattimenti si schierano 4 personaggi, più unità di supporto.
Il principale antagonista di "Suikoden Tierkreis" è l'Ordine Dell'Unica Via, un'organizzazione fatalista. L'eroe dovrà sconfiggere l'Ordine e impedire l'avvento dell'unico Re, un guerriero invincibile che sta distruggendo i mondi.
L'obiettivo dell'unico Re è realizzare "L'unica via", un mondo di perfezione e felicità: il suo mondo ideale.
La visione di perfezione dell'unico Re consiste nel far rivivere agli abitanti del suo mondo il giorno più felice della loro esistenza, all'infinito. Questa idea è condivisa da Valfred, capo dell'Ordine, ma respinta dal protagonista.
Le Rune sono assenti, sostituite dai "Marchi delle Stelle", con funzioni analoghe. Ogni personaggio ne possiede dodici, ma in battaglia se ne utilizzano al massimo quattro. I Marchi, di vario tipo (cura, attacco, magia), possono essere modificati in punti specifici per migliorare le prestazioni.
I Marchi delle Stelle si ottengono toccando le "False Cronache", libri contenenti memorie di altri mondi. L'Ordine, che necessita delle False Cronache per il rituale di evocazione dell'unico Re, ha un gruppo dedicato al loro recupero: gli Archivisti.
A capo degli Archivisti c'è Diadora, una donna spietata che si rivelerà poi altruista e anch'essa portatrice dei Marchi delle Stelle. Nova e Sophia, padre e figlia, pur non condividendo gli ideali dell'Ordine, vi aderiscono per permettere la temporanea rimozione dei ricordi di Sophia, traumatizzata dall'omicidio della madre per mano di Nova, in preda alla follia causata da una Cronaca.
Sophia, terrorizzata dal padre, lo perdonerà dopo la sua sconfitta, una volta recuperata la memoria.
Infine, Fergus e Conon, abili Archivisti incontrati presto nel gioco, ricercano una Falsa Cronaca, ricorrendo a qualsiasi mezzo e trasformandosi in mostri grazie al loro potere prima di essere sconfitti dall'eroe.
In Suikoden Tierkreis troviamo molte Razze e Gruppi diversi, originari di Altri Mondi, come:
- i Porpos, la cui Capitale è Naineneis. Esserini simili a Tartarughe, molto vivaci e disponibili;
- gli Auster, con Capitale Lugenik. Esseri enormi, con un corno sulla fronte e dotati di forza bruta;
- la Tribù del Ruggito Feroce, la cui capitale è Cragbark. Bestie simili a Leoni e Tigri, dall'aspetto vagamente umanoide perché bipedi;
- le Lame del Velo Oscuro, un gruppo di spadaccini con capitale Pharamond, nel regno di Astrasia.

Infine, nel deserto di Janam c'è il "Regno", popolato da maghi e con 3 eserciti governati dal Re Danash VIII e dalle sue 3 consorti Imperiali:
- Lady Shairah, capo dell'esercito;
- Lady Rizlan, capo dell'accademia Arcana dove si decifrano le Cronache;
- Lady Kureyah, Principessa di Salsabill, un regno a sud di Janam.

Per sventare gli attacchi dell'ordine alla loro base, il protagonista si allea con il Regno, ottenendo Lame e Maghi. Danash, abile a manovrare le lame, userà l'esercito del protagonista e i Maghi come esca durante l'assedio della fortezza di Ladzaa. Poi, un terremoto previsto dall'ordine farà crollare la fortezza di Ladzaa, intrappolando l'esercito del regno e i prigionieri dell'ordine.
L'Ordine infatti aveva predetto il terremoto alla fortezza, e per questo vi aveva mandato tutti i loro prigionieri. Non ci sarà alcun sopravvissuto.
Danash incolperà dell'accaduto Chrodechild, la donna a capo delle Lame. Per evitarle la prigione però, le proporrà di diventare la sua quarta Consorte.
Chrodechild e Asaad, il capo della compagnia dei Maghi, decidono a quel punto di rompere l'alleanza con il regno, e combattere l'Ordine con il protagonista.

## Suikoden: The Woven Web of a Century(Le trame del secolo)
Annunciato nel settembre 2011, questo è il primo capitolo di Suikoden per PSP e si configura come uno spin-off.
Il titolo originale è Genso Suikoden Tsumugareshi Hyakunen no Toki, traducibile come "Le trame del Secolo".
Konami ha divulgato i dettagli del titolo durante il Tokyo Game Show 2011.
Genso Suikoden Tsumugareshi Hyakunen no Toki narra le vicende di un gruppo di eroi, addestrati per sconfiggere una bestia che appare ciclicamente ogni secolo, minacciando la distruzione del mondo.
Genso Suikoden venne pubblicato in Giappone il 9 febbraio 2012. Al momento non sono disponibili informazioni riguardanti una sua possibile pubblicazione in Europa e in America.

## 108 Stelle del Destino
Le 108 Stelle del Destino si ispirano liberamente al classico romanzo cinese I Briganti di Shi Nai'an e Luo Guanzhong. Questo concetto è diventato un elemento distintivo della serie, ricorrendo nella maggior parte dei capitoli. 
Infatti, in ogni gioco principale della serie (ad eccezione dei vari Suikogaiden e Suikoden Tactics) è possibile reclutare 108 personaggi. Pur non essendo necessario collezionare tutte le Stelle del Destino per completare il gioco, farlo sblocca comunque contenuti narrativi aggiuntivi.

## Geografia
La serie Suikoden è ambientata in un mondo costituito da numerose nazioni.
La geografia politica varia in base alle epoche narrate nei vari capitoli della serie:
- Suikoden, Suikoden II e Suikoden III si svolgono nel continente settentrionale, un continente formato da diverse regioni;

- Suikoden è ambientato nell'Impero Scarlet Moon, situato sulla costa sudorientale del Continente Nord e composto principalmente dalla regione di Toran, con il Lago Toran al suo centro. Punti d'interesse in quest'area includono Gregminster, la capitale imperiale, Arlus, Villaggio del Guerriero nella regione di Lorimar, e la Grande Foresta. Al termine di Suikoden, l'impero viene sostituito dalla Repubblica di Toran.

- Suikoden II è ambientato nella regione di Dunan, immediatamente a nord della Repubblica di Toran, comprendente inizialmente il Regno di Highland a est e la Città-stato di Jowston (una confederazione di stati politicamente autonomi) a ovest. Tra i luoghi significativi di Jowston si annoverano le città-stato di South Window, Greenhill, Muse e Two River, oltre al Cavalierato di Matilda. In seguito all'unificazione di Dunan, Highland cessa di esistere e, insieme alla Città-stato di Jowston, confluisce nella formazione della Repubblica di Dunan. La regione di Tinto, posta a ovest e separata da Dunan da catene montuose, opta per l'indipendenza politica, divenendo la Repubblica di Tinto.

Le Grasslands, estese dal centro del continente nord fino a una porzione limitata della costa occidentale, condividono il confine occidentale di Dunan e quello settentrionale di Tinto. Quest'area è formata da sei villaggi: Lizard, Duck, Karaya, Chisha, Safir e Kinan Alma.
La Confederazione Zexen, storicamente una diramazione delle Grasslands, si estende a ovest di queste e confina a est con Tinto. Situata sulla costa occidentale del Continente Nord, tra i siti rilevanti si annoverano la capitale Zexen, Vinay del Zexay, e il Castello di Budehuc, localizzato nei pressi del confine nord-occidentale con le Grasslands. Il principale conflitto narrativo di Suikoden III si sviluppa in questi territori. A nord delle Grasslands e di Zexen, la porzione nord-occidentale del continente comprende il Regno di Camaro e le Nameless Land.
La principale entità politica settentrionale è il Sacro Regno di Harmonia, ubicato nella regione nord-orientale del continente, precisamente nella Crystal Valley. Dalla sua fondazione, ha progressivamente assimilato nazioni limitrofe, quali Sanadia e una porzione delle Grasslands.
Il villaggio di Kanaa, nelle Grasslands, è soggetto al dominio di Harmonia in seguito alla prima guerra. L'Impero Scarlet Moon, originariamente formatosi ottenendo autonomia politica da Harmonia, annoverava nel proprio territorio l'antica capitale di Harmonia; ribattezzandola Gregminster, ne fece la propria capitale. Successivamente Harmonia stabilì una nuova capitale nella Crystal Valley.
Harmonia ospita anche la "Torre", un sito riservato ai membri della gilda Voice Howling.
Altre aree significative del Continente Nord includono la regione di Kooluk e Kanakan. La regione di Kooluk, originariamente parte dell'Impero Scarlet Moon in Suikoden IV, acquisì autonomia in Suikoden Tactics. Occupa la maggior parte del territorio meridionale del Continente Nord, confinando direttamente con la Repubblica di Toran a est e la Repubblica di Dunan a nord.
Al largo della costa orientale di Toran si trova l'isola di Kanakan.
Situato direttamente a sud del continente Nord c'è l'oceano e le isole, Obel, Middleport, e Razril. Alla fine di Suikoden IV, la maggior parte di queste isole si unificano e diventano la confederazione di Island Nation. L'isola più grande dell'oceano è il Ducato di Gaien, che rimane indipendente. a Ovest di Gaien c'è l'isola del Regno di Zelant.
Il continente meridionale è una regione geografica che comprende principalmente tre entità politiche: il Regno di Falena, situato al centro, e i suoi stati confinanti, la Teocrazia di Nagarea a sud-ovest e il Nuovo Regno di Armes a sud-est. Il territorio di Falena è caratterizzato da un'estesa rete idrografica di fiumi e laghi, e dalla presenza della catena montuosa Ashtwal nella sua porzione settentrionale. 
Tra i centri abitati più significativi si annoverano Stormfist e Doraat a ovest; Rainwall, Estrise e Sable, quest'ultima posta sul confine orientale con Armes; Lelcar, Lordlake e Sauronix a sud; e la capitale Sol-Falena. La protezione geografica di Falena nei confronti di Nagarea è garantita dalla distruzione del passo montano che collegava le due nazioni, mentre il Nuovo Regno di Armes rappresenta una minaccia costante durante gli eventi narrati in Suikoden V.
In Suikoden Tierkreis, ambientato in un universo narrativo distinto, la geografia presenta una configurazione differente. Procedendo verso sud si incontra il villaggio di Citro, adiacente alla foresta di Flesaria. Ancora più a sud, oltre la distesa marittima, si estende il Regno Unito di Rittershild.
Analogamente a est si trova il Regno di Janam, la cui capitale è El-Qaral. Proseguendo verso sud si raggiunge la città portuale di Salsabill. Il territorio del Regno di Janam è successivamente sostituito da una zona desertica con l'avvento del Decimo Mondo.
A nord di Janam si erge la fortezza di Ladzaa. Più a nord si estende la catena montuosa Svatgol, tra le cui vette è situata Lugenik, capitale della regione abitata dagli Auster.
Ad est del Regno di Janam si trovano i monti Ch'olui, oltre i quali si colloca il villaggio di Tehah, in una zona montuosa e nevosa.
A sud di Tehah, con l'avvento del Nono Mondo, si estende la Piana di Marsinah, dove sorge Cragbark, l'insediamento principale della tribù del Ruggito Feroce. Estendendosi a nord di Tehah si trova il Regno di Astrasia, la cui capitale è Pharamond.
Procedendo verso est, in prossimità della costa, si erge Naineneis, l'imponente capitale dei Porpos. A nord di Naineneis si estendono i Boschi di Noslaw, al di là dei quali sorge un villaggio silvestre, noto come la città degli scribi. Attraversando il mare in direzione est si raggiunge l'arcipelago di Lonomakua.
Nella regione settentrionale si trova Grayridge, una piccola città mineraria. Proseguendo verso nord si incontra Cynas, la seconda città per grandezza dopo Naineneis e capoluogo della regione. Cynas è rinomata per ospitare la più vasta biblioteca conosciuta e per essere la sede centrale dell'ordine dell'Unica Via. A nord di Cynas, al di là del mare, si estende l'Impero della Stella Polare.

## Elementi in comune tra i capitoli della saga
La serie Suikoden, oltre a svilupparsi attorno ai concetti centrali delle 108 Stelle del Destino e delle 27 Vere Rune, presenta numerosi elementi ricorrenti che fungono da filo conduttore tra i suoi capitoli:
- Personaggi Ricorrenti con Abilità Uniche: Figure come Viky (maga il cui reclutamento abilita il teletrasporto globale) e Jeane (enigmatica maestra di rune di apparente età indefinita) compaiono in più titoli, offrendo funzionalità di gioco specifiche e un senso di continuità.
- Sistema di Combattimento Accessibile: La meccanica di combattimento, pur presentando variazioni tra i capitoli, si distingue per una difficoltà generalmente contenuta, raramente rappresentando un ostacolo insormontabile alla progressione narrativa.
- Personaggi con Ruoli Archetipici: La presenza di figure professionali specifiche tra le 108 Stelle del Destino è una costante. Tra questi si annoverano un musicista, un cuoco, un mercante di armi, un venditore di oggetti, un estimatore di oggetti rari, un forgiatore. Nei capitoli III e V si aggiungono regolarmente un insegnante di magia e uno di tecniche di combattimento, un medico (o dottoressa), un infermiere (o infermiera), un aristocratico di indole narcisistica, un investigatore, un magazziniere e un costruttore di bagni.
- Rimandi Narrativi e Gag Ricorrenti: La possibilità per il protagonista di mentire sulla propria identità, dichiarandosi in almeno un'occasione Scholtem Reinbach III (o IV), costituisce un elemento umoristico ricorrente nella serie.
- Figura dello Stratega Silverberg: Un membro della famiglia Silverberg ricopre il ruolo di stratega militare nel corso di diversi capitoli, con l'eccezione di Suikoden V.
- Presenza di Personaggi Chiave in Più Capitoli: Diversi personaggi significativi appaiono in più titoli, contribuendo a collegare le diverse narrazioni. Tra questi si ricordano Luc (I, II, III), Georg (I, II, V), Ted (I, IV), Lucia (II, III), Valeria (I, II), Kasumi (I, II), Sasarai (II, III), Clive (I, II), Flik e Viktor (I, II), Apple (I, II, III), Futch (I, II, III), Humphrey (I, II), Tuta (II, III), Tai Ho e Yam Koo (I, II).
- Nomi Simili tra Personaggi Differenti: La ricorrenza di nomi con variazioni minime (come Lileen, Liloon, Lilan, Lilin, Lilon) per personaggi distinti è un tratto caratteristico della serie.
- Insediamenti Edificati sull'Acqua: La presenza di città o villaggi costruiti parzialmente o interamente sull'acqua (Two Rivers, Duck Clan Village, Raftfleet) è un elemento ambientale ricorrente nei capitoli II, III e V.
- Morte di Figure Significative: La perdita di figure significative per il protagonista, spesso con un impatto emotivo rilevante, costituisce un elemento narrativo presente in tutti i capitoli principali:
  - I: Odessa, Gremio (opzionale). II: Annabelle, Nanami (opzionale). III: Lulu, Yun. IV: Glen Cott, il protagonista stesso (opzionale), Snowe (opzionale). V: Arshtat, Ferid, Sialeeds, Lyon (opzionale).